# Сонц, Ада Ефимовна
Ада Ефимовна Сонц (9 декабря 1897, Бердичев, Киевская губерния, Российская империя — 13 февраля 1968, Днепропетровск, УССР) — еврейская и русская советская актриса

, заслуженный деятель искусств УССР (1945).

## Биография
С детства у маленькой Ады проявился талант к перевоплощению и в дальнейшем её мечтой стал театр.
В 1919 году — училась в Киевской еврейской театральной студии «Культур-Лига», в 1921—1924 годах — Москве.
Сценическую деятельность начала в 1925 году в Харьковском государственном еврейском театре
В 1925—1948 годах (с перерывами) — актриса Еврейского театра (ГОСЕТ) на Украине (театр работал в Харькове, в 1934 году был переведён в Киев). В 1936-1937 и с 1950 года — играла в труппе русского Днепропетровского театра.  С 1944 года — актриса  Черновицкого еврейского театра.
Исполнительское искусство Ады Сонц отличалось глубиной проникновения в образ, лиризмом, чёткостью психологического рисунка, раскрытием духовного мира еврейской женщины.

## Избранные роли
- Эстер («Пуримшииль» Э. Лойтера по одноимённой народной игре, 1925),
- Рива («Цвей Кунелемлех» Гольдфадена, 1926),
- Хаким-паша («Шабсай цвий» Е. Жулавского,
- Жарова («Граница» Д. Бергельсона, 1934),
- Ирина и Вигда («Семья Овадис» П. Маркиша, 1937),
- «Восстание в гетто» П. Маркиша, 1947),
- Порция («Венецианский купец» Шекспира);
- Миреле Ефрос («Миреле Ефрос» Я. Гордина)
- Сонька («Аристократы» Н. Погодина),
- Васа («Васса Железнова» М. Горького (1950) и др.